# 三浦歩惟
三浦 歩惟（みうら あい 1984年7月16日 - ）は、日本のバスケットボール選手である。

## プロフィール
- 身長：160cm
- 体重：53kg前後
- 生年月日：1984年（昭和59年）7月16日
- 出身地：静岡県静岡市清水区
- 血液型：B型
- 三保シーガルズ→常葉学園中→常葉学園高→トヨタ自動車・アンテロープス→クラブチーム・Waioliに所属(※所属は2012年3月現在)。

## 人物
- 小学校の時「三保シーガルズ」に姉が入っていた影響でミニバスケットボールを始めた。
- 常葉学園中学校の時に小学校時代のライバルであった山田未来と同級生となる。1年生のときに県大会準優勝。2年生のときに全国中学体育大会準優勝。3年生のときに全国中学体育大会でベスト8となる。
- 常葉学園高等学校の時に、同じく高校進学した山田未来や櫻田佳恵と3人でバスケットボール部を引っ張った。
  - また、櫻田とは同じ寮生だったということで仲良しでもあったらしいが、山田とは仲はよかったが、小学校以来、微妙なライバル関係が続いていたらしい。
- なお、逸話として、実家は隣の清水市（現：静岡市清水区）であったが、朝練をたっぷりとするなどの理由で常葉学園の寮に入寮していた。
- 2002年、3年生のときに各種全国大会に出場。 女王・桜花学園を東海地区予選決勝で連続撃破したうえで、「全国高等学校総合体育大会バスケットボール競技大会（インターハイ）」「よさこい高知国体(少年の部)」「全国高等学校バスケットボール選抜優勝大会（ウインターカップ）」の3冠を達成し、悲願の全国制覇を常葉学園にもたらした。（いずれも初優勝）
- 2003年、トヨタ自動車入社、トヨタ自動車アンテロープスに所属。#1として活躍。
- 2009年引退後、常葉学園高等学校ＯＧを中心とした静岡県クラブチーム・Waioliを創部、所属。
- 2012年、桜田佳恵と山田未来がＷリーグを引退し2011年に入部後、第38回全日本クラブ選手権にて3位入賞
- その後、結婚し1児を授かったが、夫が胃癌で他界しシングルマザーになったが、その後調理師専門学校へ再進学し、調理師免許を取得していることが明らかになった。